# Rudolf Petan
Rudolf Petan, slovenski politik, poslanec in inženir, * 23. junij 1949, Pobrež.

## Življenjepis
Rudolf Petan, član Slovenske demokratske stranke, je bil leta 2004 tretjič izvoljen v Državni zbor Republike Slovenije; v tem mandatu je bil član naslednjih delovnih teles:
- Odbor za okolje in prostor (predsednik),
- Odbor za notranjo politiko, javno upravo in pravosodje,
- Odbor za kulturo, šolstvo in šport in
- Ustavna komisija.